# Luis Barbosa Alves
Luís Barbosa Alves, mais conhecido como Luís Barbosa, (Lavras da Mangabeira, 26 de fevereiro de 1953) é um empresário e político brasileiro, outrora deputado federal por Roraima.

## Dados biográficos
Filho de Plácido Alves Figueiredo e Edite Alves Barbosa. Empresário estabelecido em Boa Vista desde 1978, tornou-se presidente da Associação Comercial de Roraima por dois anos a partir de 1992. Eleito deputado federal via PTB em 1994, renovou o mandato pelo PPB em 1998.